# Ceratoides fruticulosa
Ceratoides fruticulosa är en amarantväxtart som först beskrevs av V.K. Pazij, och fick sitt nu gällande namn av Sergei Kirillovich Czerepanov. Ceratoides fruticulosa ingår i släktet Ceratoides och familjen amarantväxter. Inga underarter finns listade i Catalogue of Life.